# Cryptocracy
Cryptocracy — серия комиксов, состоящая из 6 выпусков, которую в 2016 году издавала компания Dark Horse Comics.

## Синопсис
Много лет Девять Семей тайно наблюдали и оказывали влияние на мир. Никто не знал о них до настоящего момента.

### Выпуски
| № | Дата выхода      | Оценка на Comic Book Roundup    | Предполагаемый объём продаж (первый месяц) |
| - | ---------------- | ------------------------------- | ------------------------------------------ |
| 1 | 29 июня 2016     | 8 из 10 на основе 28 рецензий   | 6 447, позиция в Северной Америке — 273    |
| 2 | 27 июля 2016     | 7,6 из 10 на основе 10 рецензий | н/д                                        |
| 3 | 31 августа 2016  | 7,8 из 10 на основе 8 рецензий  | н/д                                        |
| 4 | 28 сентября 2016 | 8,8 из 10 на основе 5 рецензий  | н/д                                        |
| 5 | 2 ноября 2016    | 8,9 из 10 на основе 4 рецензий  | н/д                                        |
| 6 | 30 ноября 2016   | 8,3 из 10 на основе 3 рецензий  | н/д                                        |

### Сборники
| Название    | Тип            | Дата выхода   | Собранный материал | Кол-во страниц | ISBN                             | Предполагаемый объём продаж (первый месяц) |
| ----------- | -------------- | ------------- | ------------------ | -------------- | -------------------------------- | ------------------------------------------ |
| Cryptocracy | Мягкая обложка | 29 марта 2017 | Cryptocracy #1-6   | 168            | 978-1-50670-135-6, 1-50670-135-3 | 595, позиция в Северной Америке — 204      |

## Отзывы
На сайте Comic Book Roundup серия имеет оценку 8,2 из 10 на основе 58 рецензий. Джесс Шедин из IGN дал первому выпуску 6,9 балла из 10 и посчитал, что «будущие главы должны будут меньше сосредотачиваться на построении мира и больше на развитии персонажей». Джоуи Эдсолл из Newsarama дал дебюту оценку 7 из 10 и написал, что он «несовершенен, но в то же время очень интересен». Кристофер Грей из Comics Bulletin вручил первому выпуску 4 звезды из 5 и отмечал перспективу серии. Мэт Эльфринг из Comic Vine дал дебюту столько же звёзд и также подчёркивал потенциал комикса.